# Liste der Kulturdenkmäler in Gehlert
In der Liste der Kulturdenkmäler in Gehlert sind alle Kulturdenkmäler der rheinland-pfälzischen Ortsgemeinde Gehlert aufgeführt. Grundlage ist die Denkmalliste des Landes Rheinland-Pfalz (Stand: 21. Dezember 2021).

## Denkmalzonen
| Bezeichnung             | Lage                                                   | Baujahr                 | Beschreibung | Bild            |
| ----------------------- | ------------------------------------------------------ | ----------------------- | --- | --------------- |
| Denkmalzone Hauptstraße | Hauptstraße 2-8 (gerade Nummern), Brunnenstraße 1 Lage | 17. und 18. Jahrhundert | Gruppe von Quereinhäusern und Streckhöfen des 17. und 18. Jahrhunderts auf der Ostseite der Hauptstraße, straßenbildprägend | Fotos hochladen |

## Einzeldenkmäler
| Bezeichnung                         | Lage                        | Baujahr                            | Beschreibung                                                               | Bild                           |
| ----------------------------------- | --------------------------- | ---------------------------------- | -------------------------------------------------------------------------- | ------------------------------ |
| Quereinhaus                         | Brunnenstraße 1 Lage        | Ende des 17. Jahrhunderts          | Fachwerk-Quereinhaus, teilweise massiv, wohl vom Ende des 17. Jahrhunderts | Fotos hochladen                |
| Brunnen                             | Hauptstraße, bei Nr. 1 Lage | zweite Hälfte des 19. Jahrhunderts | gusseiserner Laufbrunnen, zweite Hälfte des 19. Jahrhunderts               | weitere Bilder Fotos hochladen |
| Feuerspritzen- und Gemeindebackhaus | Hauptstraße 14 Lage         | um 1900                            | eingeschossiger Backsteinbau, um 1900                                      | Fotos hochladen                |